# Joseph von Ellrichshausen

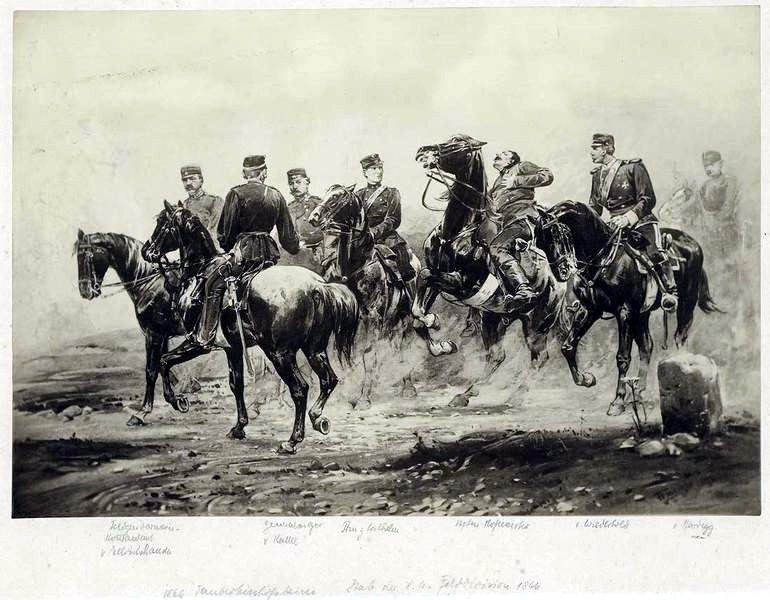
Joseph von Ellrichshausen ganz links im Stab der Kgl. Württ. Felddivision beim Gefecht bei Tauberbischofsheim, 1866

Joseph Freiherr von Ellrichshausen (* 6. Februar 1832 in Stuttgart; † 2. November 1906 in Assumstadt) war Ritterschaftlicher Abgeordneter und Mitglied des Deutschen Reichstags.

## Leben
Joseph von Ellrichshausen war Herr auf den Rittergütern Assumstadt, Maisenhälden, Ernstein und Jagstheim. Er trat 1849 in die Württembergische Armee bei der Königlichen Leibgarde ein und wurde 1862 als Rittmeister Kommandant der Feldjäger. Als solcher hat er mit dem Dragoner-Regiment „Königin Olga“ die Kriege von 1866 und 1870 mitgemacht und dafür 1870 das Ritterkreuz 2, Klasse mit Schwertern des Ordens der Württembergischen Krone und das Eiserne Kreuz erhalten. Am Tag der Schlacht von Champigny-sur-Marne wurde er zum Major ernannt. Von 1872 bis 1875 war er in der Preußischen Armee beim 13. Ulanen-Regiment und 4. Kürassier-Regiment. 1876 nahm er seinen Abschied als kgl. württemb. Oberst.
Von Ellrichshausen war von 1882 bis 1895 Mitglied der Zweiten Kammer der Württembergischen Landstände als Vertreter der Ritterschaft des Neckarkreises. 1884 kandidierte er im Wahlkreis Württemberg 3 (Heilbronn, Besigheim, Brackenheim, Neckarsulm) für den Deutschen Reichstag, konnte sich aber in der Stichwahl nicht gegen den Mandatsinhaber Georg Härle durchsetzen. Bei der nächsten Wahl gewann von Ellrichshausen und war dann von 1887 bis 1890 Mitglied des Reichstags. Bei der Wahl von 1890 verlor er das Mandat wieder an Härle.

## Familie
Seine Eltern waren der Generalmajor Ernst von Ellrichshausen (* 17. September 1796; † 8. Mai 1855) und Mathilde Gräfin von Beroldingen (* 8. Februar 1807; † 19. Februar 1880). Die Hochzeit der Eltern fand am 25. November 1824 statt.
Joseph Freiherr von Ellrichshausen heiratete am 25. November 1861 Helene Freiin von Neurath (* 11. Juli 1843; † 30. Dezember 1901). Die Tochter Olga (* 24. Dezember 1883; †  14. Januar 1967) heiratete 1910 den schlesischen Großgrundbesitzer und Johanniterritter Leo Reichsgraf von Lüttichau.
Joseph von Ellrichshausen war Ehrenritter des Johanniterordens und Grundbesitzer in Assumsstadt, Rittergut der Jüngeren Linie derer von Ellrichshausen.